# Streptococcusos garatgyulladás
A streptococcusos garatgyulladás (Streptococcalis pharyngitis) vagy streptococcus okozta torokgyulladás a garat (pharynx) fertőzéses megbetegedése, amelyet A csoportú Streptococcus baktérium okoz. A gyulladás elsősorban a torkot és a mandulákat (tonsilla) érinti, de a gégére (larynx) is átterjedhet. Gyakori tünetei többek között a láz, torokfájás és a nyaki nyirokcsomók duzzanata.
A gyermekkori torokfájások 37 százalékának hátterében Streptococcus baktérium okozta torokgyulladás áll. A betegség elsősorban más beteggel történt érintkezés például közös pohárhasználat vagy cseppfertőzés útján terjed. A torokgyulladás a beteg panaszai és a torokban látható fizikális eltérések alapján nagy valószínűséggel felismerhető, a kórokozó egyértelmű azonosításához azonban torokváladék tenyésztés szükséges, amit nem minden esetben végeznek el, mivel sokszor pusztán a tünetek alapján, empirikus úton, például a láncfertőzés útján állítják fel a diagnózist.
Az antibiotikumok a kórokozó baktériumok elpusztításával lerövidíthetik a betegség gyógyulási idejét, azonban az alkalmazásuk fő célja a betegséghez társuló későbbi szövődmények megelőzése. Az esetleges komplikációk közül kiemelendő a reumás láz illetve az akut vesegyulladás (latinul: acut poststreptococcalis glomerulonephritis).

## Jelek és tünetek
A streptococcalis torokgyulladás legfőbb tünetei a torokfájás, a 38 °C (100.4 °F) feletti láz, genny (elhalt baktériumokból és fehérvérsejtekből álló sárga vagy zöld nedv) megjelenése a mandulákon, és a nyirokcsomók duzzanata.
Lehetnek egyéb tünetei is, például fejfájás, hányás vagy hányinger, hasi fájdalom, izomfájdalom, valamint kiütések (apró, piros dudorok) a testen, a szájüregben, vagy a torokban. Ez utóbbi nem mindig előforduló, de jellemző tünet. A torokgyulladással fertőzött egyén tünetei egy-három nappal a beteg személlyel való érintkezés után jelentkezhetnek.

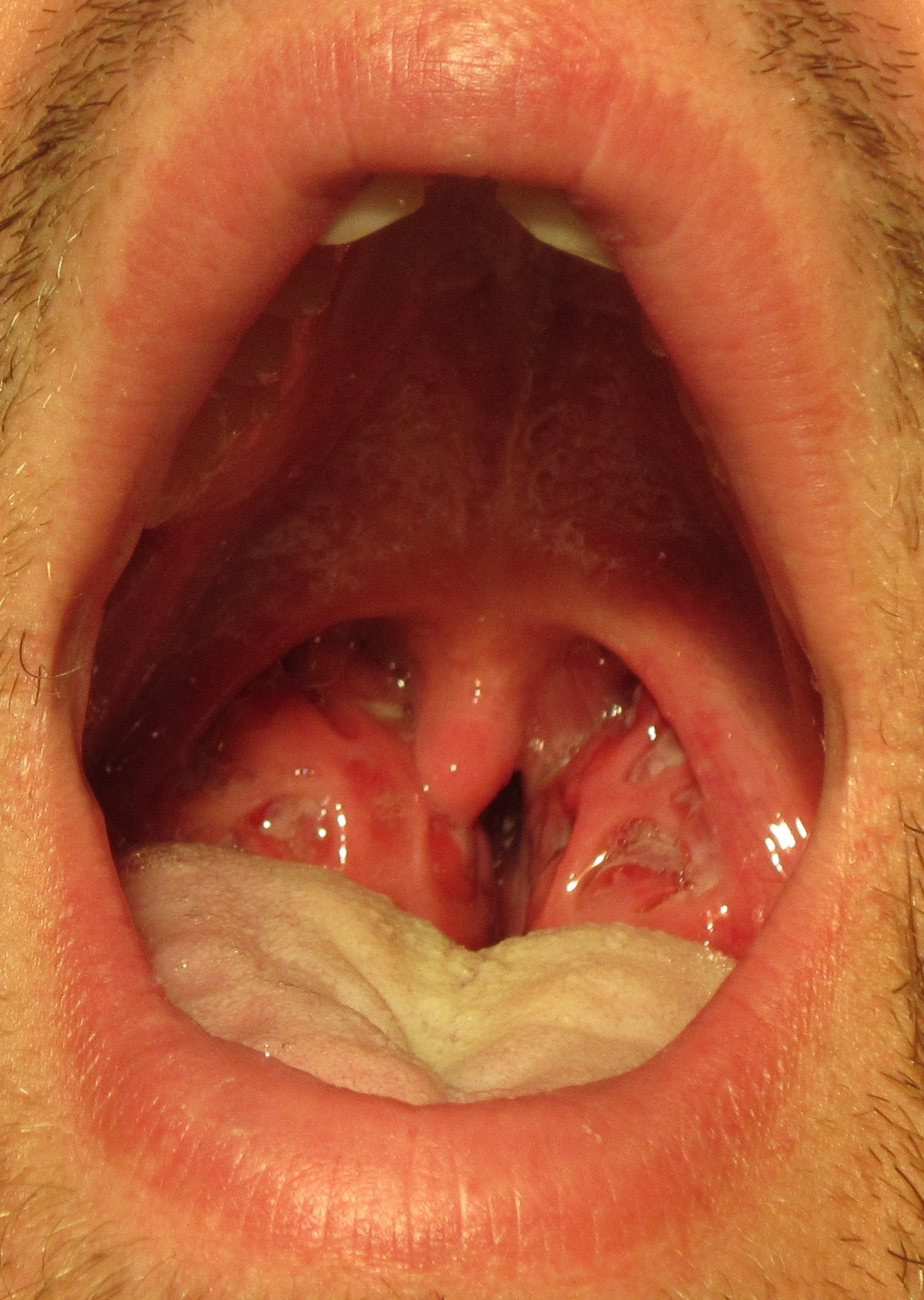
Torokgyulladás esete. Megfigyelhetők a megnagyobbodott mandulák és a fehér genny
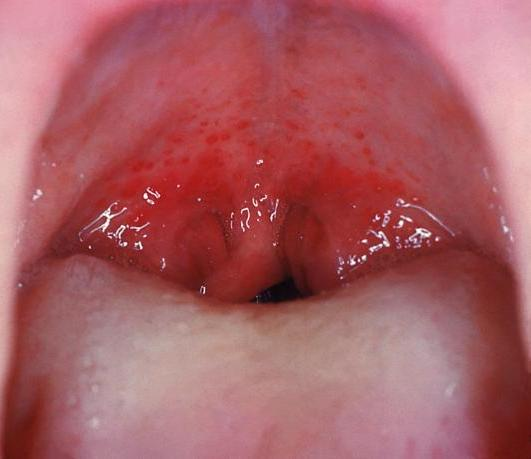
Torokgyulladás esete. Megfigyelhetők az apró piros foltok. Ez a kiütés nem gyakori, ám jellemző tünet
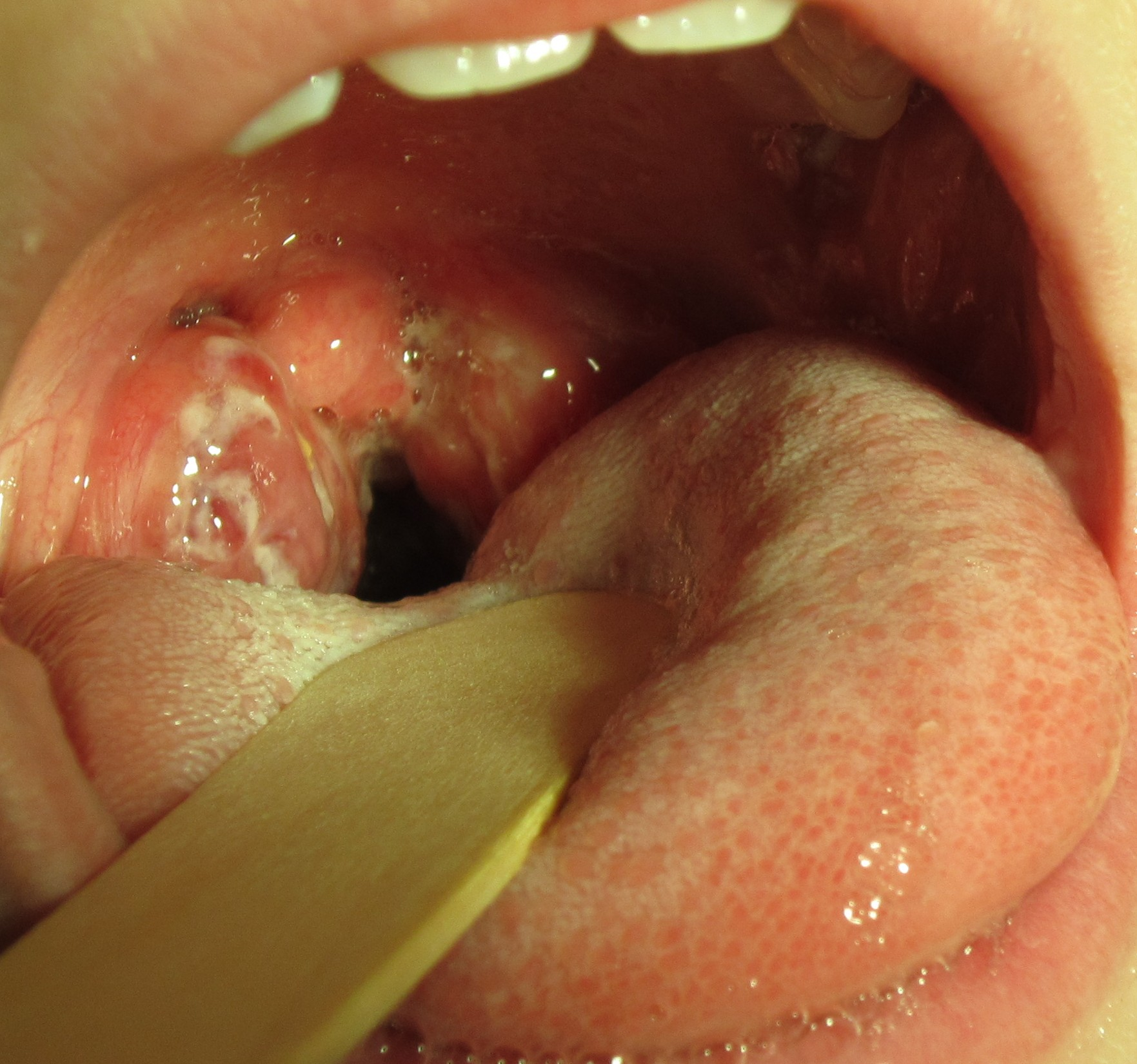
Torokgyulladás esete 8 éves gyermeknél. Megfigyelhetők a fehér gennyel borított nagy mandulák a torok hátsó részében

## Kórokozó
Streptococcusos garatgyulladást A csoportú, béta-hemolizáló Streptococcus baktérium (S. pyogenes, angolul: „Group A Streptococcus”, GAS) okozza, de más baktériumok és vírusok is okozhatnak torokgyulladást. A betegség elsősorban fertőzött személlyel történő közvetlen érintkezés vagy cseppfertőzés útján terjed, de megfázás szövődményeként is kialakulhat. Gyerekeknél sokkal gyakoribb a megfázásból adódó torokgyulladás.
A fertőzés könnyebben terjed nagy közösségekben, ilyen szempontból veszélyeztetettek lehetnek a honvédség laktanyái vagy az iskolák és a nyári gyermektáborok is. A különböző porokban megtalálható kiszáradt GAS baktérium már nem fertőz, azonban nedves környezetben (például fogkefén, vagy más használati tárgyakon) a baktériumok akár 15 napig is fertőzőképesek maradhatnak. A baktériumok élelmiszereken is megélhetnek, ugyan ez ritkán fordul elő, de a fertőzött élelmiszer fogyasztása is okozhat megbetegedést. Egyébként a torokgyulladás tüneteit nem mutató gyermekek tizenkét százalékánál a torokban rendszerint jelen van a GAS baktérium.

## Diagnózis
| Pontok   | Strep valószínűsége | Kezelés                                    |
| -------- | ------------------- | ------------------------------------------ |
| 1 vagy > | <10%                | Nem szükséges antibiotikum vagy tenyésztés |
| 2        | 11–17%              | Antibiotikum tenyésztés vagy RADT alapján  |
| 3        | 28–35%              | Antibiotikum tenyésztés vagy RADT alapján  |
| 4 vagy 5 | 52%                 | Antibiotikum tenyésztés nélkül             |

A torokgyulladásos betegek ellátása az úgynevezett módosított Centor-skála segítségével történik. A Centor-skála öt klinikai mérőszámot vagy megfigyelést tartalmaz, és a streptococcus okozta torokgyulladás valószínűségét mutatja.
Az alábbi kritériumokra egyenként egy pontot adnak:
- Nincs köhögés
- Duzzadt és érzékeny nyaki nyirokcsomók
- 38 °C (100.4 °F) feletti testhőmérséklet
- Gennyes vagy duzzadt mandulák
- 15 év alatti életkor (egy pontot levonnak, ha az illető 44 évesnél idősebb)

### Laboratóriumi vizsgálatok
A betegség diagnosztikájában az elsődleges vizsgálat a torokváladék-tenyésztés, melynek eredménye az esetek 90-95 százalékában helytálló. Létezik másik vizsgálat is, a Strep-gyorsteszt (RADT), aminek előnye, hogy hamarabb ad eredményt, mint a torokváladék-tenyésztés, ugyanakkor a betegséget csak az esetek 70 százalékában mutatja ki. A negatív eredmény azonban 98 százalékos pontossággal képes kizárni a betegséget. Felnőttekben a betegség kizárására a kettő közül bármelyik vizsgálat alkalmas, gyermekekben azonban negatív gyorsteszt esetén javasolják a torokváladék leoltását is.
Tehát amikor valaki beteg, a torokváladék kitenyésztése vagy a Strep-gyorsteszt jelezheti, hogy Streptococcusos torokgyulladása van. A tünetmentes egyéneket viszont nem szabad torokváladék tenyésztéssel vagy Strep-gyorsteszttel vizsgálni, mivel egyeseknél a Streptococcus baktérium jelenléte a torokban normális és minden hátrányos következmény nélküli, így ők természetesen nem szorulnak kezelésre sem.

### Hasonló tünetek okai
A Streptoccous okozta torokgyulladás egyes tünetei más betegségeknél is előfordulnak, pontos diagnózist a torokváladék-tenyésztés vagy a Strep-gyorsteszt adhat, amelyekkel a kórkép elkülöníthető más betegségektől. Ha a betegnek láza és torokfájása van, amihez köhögés, orrfolyás, hasmenés, és a szemek vörössége, viszketése társul, akkor valószínűbb, hogy a betegséget vírus okozta. Fertőző mononukleózis (csókbetegség) is okozhat duzzadt nyaki nyirokcsomókat, torokfájást, lázat, és előidézheti a mandulák megnagyobbodását. A mononukleózis vérvizsgálat alapján diagnosztizálható, kezelésére azonban nincs egyedi gyógymód.

## Megelőzés
Egyesek gyakrabban kapnak torokgyulladást, mint mások. A mandulák műtéti eltávolítása (az úgynevezett tonsillectomia) az egyik módja annak, hogy az ilyen egyéneknél elejét vegyék az ismétlődő torokgyulladásnak. Egy éven belül három vagy több alkalommal előforduló torokgyulladás esetén felmerül a mandulák eltávolítása, de a további mérlegeléshez lehetséges a beteg orvosi követése is. A megelőző célzatú mandulaműtétekkel elért eredmények azonban korlátozottak, a betegség előfordulása az életkor előrehaladtával csökken, függetlenül attól, hogy történt-e műtét vagy sem. A garatmandulák krónikus gyulladása esetén, illetve ha tályog vagy daganat alakul ki, a mandulákat el kell távolítani. Kétes esetben többnyire az operáció mellett döntenek, hiszen a beteg mandulák nagy kárt tudnak okozni, viszont hiányuk kevés problémát jelent. Azt is figyelembe szokták venni, hogy az operáció kevés kockázati tényező mellett nem jelent nagy megterhelést a betegnek.

## Kezelés
A torokgyulladás kezelés nélkül rendszerint néhány napig tart. Antibiotikumokkal történő kezelés hatására a tünetek nem sokkal, úgy 16 órával korábban szűnhetnek meg. Az antibiotikumok használatának legfontosabb célja nem a tünetek enyhítése, hanem a betegséghez társuló súlyosabb szövődmények megelőzése. Ezekre példa a reumás láz néven ismert szívbetegség, vagy a garat mögötti tályog, amely gyakorlatilag genny felgyülemlése a torokban. Az antibiotikum terápia akkor eredményes, ha a tünetek jelentkezésétől számított rövid időn (9 napon) belül alkalmazzák. A vírusos eredetű torokfájást nem szabad antibiotikummal kezelni.

### Fájdalomcsillapítók
A torokgyulladás okozta fájdalmak különböző fájdalomcsillapító gyógyszerekkel enyhíthetőek. Elsősorban a nem-szteroid gyulladáscsökkentő szerek (NSAID) vagy a paracetamol (másik nevén acetaminofen) alkalmazhatók. Hasznos lehet még a viszkózus lidokain is. Hatékonyan csillapítják a fájdalmat a szteroidok is, rutinszerű alkalmazásukat azonban torokgyulladásban nem javasolják. Aszpirin alkalmazható felnőtteknél, de gyermekeknek nem tanácsos aszpirint adni, mert az növelheti a Reye-szindróma kockázatát.

### Antibiotikumok
Az Amerikai Egyesült Államokban a penicillin V a leggyakrabban alkalmazott antibiotikum a streptococcus okozta torokgyulladásra. Népszerű, mert biztonságos, hatékony, és nem kerül sokba. Az amoxicillin többnyire Európa területén használt. India területén nagyobb a reumás láz valószínűsége, emiatt ott az injekcióban adott benzatin benzilpenicillint alkalmazzák. Az antibiotikumok kb. egy nappal lerövidítik a betegség három-öt napos időtartamát, illetve csökkentik a beteg fertőzőképességét. A gyógyszereket főként a ritka, de súlyos komplikációk megelőzésére használják. Ezek közé tartozik a reumás láz, vagy a garatban kialakuló tályog.
Az antibiotikumok előnyös hatásai mellett figyelembe kell venni az esetleges mellékhatásaikat is. Nem feltétlenül szükséges antibiotikumos kezelés azoknál a felnőtteknél, akiknél kedvezőtlen reakció lép fel a gyógyszerek ellen. A torokgyulladásra jóval gyakrabban alkalmaznak antibiotikumokat, mint az a betegség súlyossága vagy lefolyási sebessége alapján elvárható lenne. Eritromicint vagy más makrolid típusú antibiotikumot kell alkalmazni azoknál, akik súlyosan allergiásak a penicillinre. Első generációs cefalosporinok alkalmazhatók azoknál, akiknél az allergiás tünetek kevésbé súlyosak. A streptococcusos fertőzés a vesék gyulladásához (akut glomerulonefritiszhez) is vezethet, aminek valószínűségét az antibiotikumok sem csökkentik.

## Prognózis
A torokgyulladás tünetei kezeléstől függetlenül is körülbelül három-öt nap múltán többnyire enyhülnek. Az antibiotikumos kezelés csökkenti a súlyosabb szövődmények kockázatát és a betegség terjedését is megnehezíti, így 24 órával az antibiotikum szedésének megkezdése után a gyermekek ismét mehetnek iskolába.
A Streptococcus okozta torokgyulladás következtében az alábbi komplikációk léphetnek fel:
- Reumás láz[3]
- Skarlát[24]
- Toxikus sokk szindróma[24][25]
- Vesegyulladás (Glomerulonephritis)[26]
- PANDAS szindróma, mely egy streptococcus fertőzést követő akut pszichiátriai megbetegedés gyermekekben.[26] Hátterében immunológia folyamatok állnak.
- Mandula körüli (peritonsilláris) vagy garat mögötti (retropharyngeális) tályog[9]

## Epidemiológia
A garatgyulladás és a torokfájás gyakran előforduló betegség. Az Amerikai Egyesült Államokban például évente mintegy 11 millió ember szenved tőle. A torokfájásos esetek legnagyobb részét azonban vírusok okozzák. Az A csoportú béta-hemolizáló Streptococcus baktérium gyermekeknél a torokfájásos esetek 15–30 százalékát, míg felnőtteknél a torokfájások 5–20 százalékát okozza. A megbetegedések rendszerint tél végén és kora tavasszal jelentkeznek. Magyarországon elsősorban óvodás és iskolás korú gyermekek között fordul elő nagyobb számban.

## Fordítás
- Ez a szócikk részben vagy egészben  a   Streptococcal pharyngitis című egyszerűsített angol Wikipédia-szócikk ezen változatának fordításán alapul.  Az eredeti cikk szerkesztőit annak laptörténete sorolja fel. Ez a jelzés csupán a megfogalmazás eredetét és a szerzői jogokat jelzi, nem szolgál a cikkben szereplő információk forrásmegjelöléseként.